# Ctenoplectra paolii
Ctenoplectra paolii là một loài Hymenoptera trong họ Apidae. Loài này được Guiglia mô tả khoa học năm 1928.